# Maria Thun
Titia Maria Thun (Marburg, 24 april 1922 – Biedenkopf, 9 februari 2012) was een Duitse pionier in de biologisch-dynamische landbouw. Zij is vooral bekend voor de ontwikkeling van de biologisch-dynamische zaaikalender.

## Levensloop
Maria Thun bracht haar jeugd door op een kleine boerderij, waar de kinderen betrokken werden bij het werk op het land.
Ze studeerde Duitse literatuur en kunstgeschiedenis aan de Universiteit van Jena.
In het begin van de jaren 1940 ontmoette Thun haar toekomstige echtgenoot Walter Thun. Met hem kreeg ze een zoon, Matthias K. Thun (1942–2020), en een dochter.
Walter Thun bracht haar in contact met boeren die de ideeën van Rudolf Steiner over biologisch-dynamische landbouw in praktijk probeerden te brengen. Maria raakte hierdoor geïntrigeerd en ze nam deel aan een inleidende cursus aan het Instituut voor Biodynamisch Onderzoek in Darmstadt.
Rudolf Steiner had gewezen op het verband dat volgens hem bestaat tussen kosmische krachten en de groei van planten. Thun bestudeerde de astrologische kalender van het Goetheanum en ontdekte dat de maan om de twee of drie dagen een ander sterrenbeeld van de dierenriem doorkruiste. Dit bracht haar ertoe te onderzoeken of de oogstseizoenen beïnvloed kon worden door de astrologische kalender.
In de jaren 1950 startte Thun met gecontroleerde proeven op haar boerderij in een buitenwijk van Darmstadt. Ze begon met radijs en ontdekte dat groeipatronen van groenten varieerde met de sterrenbeelden waarin de maan zich bevond. Na jaren van onderzoek concludeerde ze dat wortelgewassen het best gedijen als ze gezaaid worden wanneer de maan door sterrenbeelden gaat die geassocieerd zijn met het aarde-element; bladgroenten het goed doen als de maan geassocieerd is met watertekens; bloeiende planten het goed doen als de maan geassocieerd wordt met luchttekens, en fruit het goed doet met vuurtekens.
Op basis van haar ervaring produceerde ze sinds 1962 jaarlijkse zaai- en plantkalenders en in 1999 zette ze haar methoden uiteen in Gardening for Life: the Biodynamic Way. In 2010 publiceerde ze met haar zoon When Wine Tastes Best: A Biodynamic Calendar For Wine Drinkers, waarin op basis van de maanstanden de meest gunstige dagen voor het wijnproeven worden geduid.

## Erkenning
Thun ontving in 2010 een eredoctoraat van de Indiase Maharishi University of Enlightenment. Een delegatie van deze universiteit zou veel parallellen gevonden hebben tussen haar werk en oude Indiase waarnemingen.

## Publicaties
Naast boekwerkjes over biodynamische zaai- en plantkalenders die Thun jaarlijks produceerde, schreef ze ook uitgebreidere werken, zoals:
- 2010: When Wine Tastes Best: A Biodynamic Calendar For Wine Drinkers[6][7]
- 2007: The Biodynamic Year: Increasing Yield, Quality and Flavour: 100 Helpful Tips for the Gardener or Smallholder
- 1999: Gardening for Life:The Bioynamic Way
- 1997: Work on the Land and the Constellations

- Biblioteca Nacional de España: XX1003347
- Bibliothèque nationale de France: cb12448564h (data)
- Gemeinsame Normdatei: 109517369
- International Standard Name Identifier: 0000 0001 0882 0044
- Library of Congress Control Number: nr00038421
- Nationale Bibliotheek van Letland: 000211996
- Bibliotheek van het Japanse parlement: 01098439
- Nationale Bibliotheek van Tsjechië: jo20010085432
- Nationale Bibliotheek van Israël: 987007315915305171
- Nationale en Universitaire bibliotheek Zagreb: 000008443
- Nederlandse Thesaurus van Auteursnamen: 072619333
- Réseau des bibliothèques de Suisse occidentale: 02-A016225396
- Système universitaire de documentation: 069040982
- Virtual International Authority File: 27160944
- WorldCat: E39PBJycPc4ghryYQc9Yc4mw4q